# Programa Flagship
Programa Flagship é uma série de missões da NASA para explorar o Sistema Solar. É o maior e mais caro programa das três classes de programas dedicados ao nosso sistema solar da agência espacial. Os outros dois são o Programa Discovery, mais modesto em custo e objetivos e o Programa New Frontiers, cuja principal missão é a exploração de Plutão pela sonda New Horizons.
O custo deste programa está entre US$2 e US$3 bilhões de dólares. Estas missões são cruciais para permitir aos humanos atingirem a explorar alvos de alta prioridade. Estes objetivos finais podem ajudar a estabelecer os limites da habitabilidade planetária não apenas para nosso Sistema Solar mas também para sistemas solares em geral. Em particular, eles proporcionam uma oportunidade para identificar moléculas orgânicas pré-bióticas ou até mesmo a vida fora da Terra e dentro do Sistema Solar, se ela existir. Os objetivos das missões Flagship podem incluir missões complexas às nuvens e à superfície de Vênus, à baixa atmosfera e superfície de Titan, a superfície e o interior de Europa, a atmosfera profunda de Netuno e a superfície de sua lua, Triton, ou à superfície do núcleo um cometa na forma de amostras criogenicamente preservadas.

## História
O Programa inclui o Mars Science Laboratory, a espaçonave Cassini-Huygens, a espaçonave Galileu e as sondas Voyager. As últimas marcaram a linha de transição entre as missões originais não-tripuladas da NASA, que foram criadas e organizadas como uma série de missões relacionadas à alvos específicos como as sondas Mariner e Pioneer, os pousadores Viking e Surveyor e os satélites Ranger, e o moderno programa de exploração da NASA que inclui o Flagship. No início da década de 90, a NASA tomou a decisão  de, ao invés de uma centralização de missões planejadas à objetivos pré-selecionados, as ideias de novas missões competiriam entre si. A competição se basearia no custo das missões, o que originou os programas atuais, Discovery, New Frontiers e Flagship. Este último foi fortemente influenciado pelo quartel-general da NASA.
O Planetary Science Decadal Survey, uma publicação do Conselho Nacional de Pesquisas dos Estados Unidos recomendou fortemente à NASA que a maior prioridade do programa deveria ser o desenvolvimento de um rover coletor de amostras, o Mars Astrobiology Explorer-Cacher, que deveria ser desenvolvido junto com a ESA e lançado em 2018, como uma colaboração ao programa europeu ExoMars e um precursor da Mars Sample Return, missão de recolhimento de amostras de Marte a serem trazidas à Terra. O projeto, entretanto, foi cancelado por falta de fundos em 2011. A segunda missão de maior prioridade seria a criação e desenvolvimento do Jupiter Europa Orbiter, uma sonda para entrar em órbita do satélite joviano Europa em 2020, também cancelada.

## Situação atual
Em fevereiro de 2012, a administração do governo Obama decidiu encerrar sua participação no ExoMars devido a cortes no orçamento, e para poder completar o estouro de orçamento na construção do Telescópio Espacial James Webb, o sucessor do Telescópio espacial Hubble. Além disso, todas as novas missões propostas para Programa Flagship foram suspensas indefinidamente. Até março de 2012, não havia mais planos de desenvolvimento de missões Flagship além do Mars Science Laboratory.